# Steinkiste von St Breock Beacon
Die Steinkiste von St Breock Beacon (auch St Breock Beacon Kistvaen) wurde in einer Buschregion etwa 70 m südwestlich vom Monolith von St Breock Downs (corn: Men Gurta) in Cornwall, England, wiederentdeckt. Die Steinkiste wurde erstmals 1872 von William Copeland Borlase (1848–1899) in seinem Werk Naenia Cornubiae erwähnt. 
Die Steinkiste besteht im Wesentlichen nur noch aus zwei großen Steinplatten, von denen sich eine auf die andere stützt. Sie liegt nahe dem Gipfel des St Breock Downs südlich von Wadebridge in Cornwall, in England.